# Dmitrij Malkow
Dmitrij Kuźmicz Malkow (ros. Дмитрий Кузьмич Мальков, ur. 26 października?/8 listopada 1904 we wsi Ławruchino w guberni wiackiej (obecnie w obwodzie kirowskim), zm. 25 lutego 1990 w Moskwie) – radziecki generał porucznik, Bohater Związku Radzieckiego (1944).

## Życiorys
W 1925 ukończył technikum pedagogiczne w Kukarce (obecnie miasto Sowieck w obwodzie kirowskim), później pracował jako wiejski nauczyciel w obwodzie kirowskim, a następnie cieśla w Swierdłowsku. Od grudnia 1927 służył w Armii Czerwonej, w 1930 ukończył Kijowską Zjednoczoną Szkołę Piechoty, był dowódcą plutonu, pomocnikiem dowódcy i dowódcą kompanii, szefem sztabu batalionu, pomocnikiem dowódcy pułku i dowódcą batalionu w Ukraińskim i Kijowskim Okręgu Wojskowym. We wrześniu 1939 jako dowódca batalionu brał udział w zajmowaniu przez ZSRR zachodniej Ukrainy, czyli agresji ZSRR na Polskę, później dowodził batalionem w Moskiewskim Okręgu Wojskowym. W latach 1940–1941 studiował w Akademii Wojskowej im. Frunzego.
Od sierpnia 1941 walczył w wojnie z Niemcami jako szef wydziału operacyjnego sztabu i potem szef sztabu 260 Dywizji Piechoty na Froncie Briańskim. Od listopada 1941 był szefem sztabu, a od czerwca 1943 do maja 1945 dowódcą 258 Dywizji Piechoty (w styczniu 1942 przemianowanej na 12 Gwardyjską Dywizję Piechoty), walczył na Froncie Zachodnim (listopad 1941–luty 1943), Briańskim (luty–sierpień 1943), Centralnym (wrzesień – październik 1943), Białoruskim (październik 1943–luty 1944), 2 Białoruskim (luty – kwiecień 1944), 1 Białoruskim (kwiecień–lipiec 1944), 3. (wrzesień – październik 1944) i 1 Nadbałtyckim (październik – grudzień 1944) i ponownie 1 Białoruskim (grudzień 1944 – maj 1945). Uczestniczył w obronie Tuły, operacji tulskiej i kałuskiej, walkach w rejonie Żyzdry, operacji orłowskiej, czernihowsko-prypeckiej, homelsko-rzeczyckiej, kalenkowicko-mozyrskiej, brzesko-lubelskiej i ryskiej, blokadzie wojsk wroga w Kurlandii, operacji warszawsko-poznańskiej, wschodniopruskiej i berlińskiej. Wyróżnił się podczas forsowania Dniepra w obwodzie homelskim w końcu września 1943. Po wojnie dowodził dywizją w Grupie Wojsk Radzieckich w Niemczech, w 1948 ukończył Wyższą Akademię Wojskową i został wykładowcą katedry sztuki operacyjnej, później kierował wojskowymi szkołami piechoty w Stawropolu (1951–1953) i Mińsku (1953–1954), później dowodził korpusem piechoty i był pomocnikiem dowódcy Białoruskiego Okręgu Wojskowego (od 1955 w stopniu generała porucznika), w październiku 1960 został zwolniony do rezerwy.

## Odznaczenia
- Złota Gwiazda Bohatera Związku Radzieckiego (15 stycznia 1944)[1]
- Order Lenina (dwukrotnie – 1944 i 1953)
- Order Czerwonego Sztandaru (dwukrotnie – 23 lipca 1943 i 24 czerwca 1948)
- Order Suworowa II klasy (29 maja 1945)
- Order Kutuzowa II klasy (23 sierpnia 1944)
- Order Wojny Ojczyźnianej I klasy (11 marca 1985)
- Order Czerwonej Gwiazdy (dwukrotnie – 12 kwietnia 1942 i 3 listopada 1944)
- Order Virtuti Militari V klasy (Polska Ludowa, 24 kwietnia 1946)
- Medal za Warszawę 1939–1945
- Medal za Odrę, Nysę, Bałtyk